# Liste der Olympiasieger im Ringen
Die Liste der Olympiasieger im Ringen bietet einen Überblick über sämtliche Medaillengewinner in den Ringer-Wettbewerben bei Olympischen Sommerspielen. Aufgrund der umfangreichen Datenmenge erfolgte eine Unterteilung in fünf Teillisten.
- Unter „Medaillengewinner Freistil“ sind sämtliche männlichen Medaillengewinner im Freistilringen seit 1904 aufgeführt, unterteilt nach Gewichtsklassen.
- Unter „Medaillengewinner Greco“ sind sämtliche männlichen Medaillengewinner im griechisch-römischen Ringen seit 1896 aufgeführt, unterteilt nach Gewichtsklassen.
- Unter „Medaillengewinnerinnen Freistil“ sind sämtliche weiblichen Medaillengewinner im Freistilringen seit 2004 aufgeführt, ebenfalls nach Gewichtsklassen unterteilt.
- Die Liste „Die erfolgreichsten Teilnehmer“ führt sämtliche Athleten auf, die mindestens zwei Goldmedaillen gewonnen haben.
- Die Liste „Nationenwertungen“ enthält die Medaillenspiegel, aufgeschlüsselt nach Gesamtzahl der gewonnenen Medaillen, nach Geschlecht und nach Kampfstil.